# Comuna Verbeaj, Voloveț
Verbeaj (în ucraineană Верб`яж) este o comună în raionul Voloveț, regiunea Transcarpatia, Ucraina, formată din satele Verbeaj (reședința) și Zavadka.

## Demografie
Componența lingvistică a comunei Verbeaj
     Ucraineană (99,75%)
     Alte limbi (0,25%)
Conform recensământului din 2001, majoritatea populației comunei Verbeaj era vorbitoare de ucraineană (99,75%), existând în minoritate și vorbitori de alte limbi.